# Lista de filmes com temática LGBT de 1989
Esta é uma lista de filmes que contém personagens e/ou temática lésbica, gay, bissexual, ou transgênera lançados em 1989.
| Título                                                                            | Diretor                                    | País                                 | Gênero                          | Elenco | Anotações |
| --------------------------------------------------------------------------------- | ------------------------------------------ | ------------------------------------ | ------------------------------- | --- | --- |
| Acılar Paylaşılmaz                                                                | Eser Zorlu                                 | Turquia                              | Drama                           | Kadir Inanir, Betül Aytaç, Kerem Tunaboylu, Osman Gidisoglu                                                        | trad. A Dor Não É Compartilhada Sobre um adolescente gay buscando a aceitação do pai                                                                                 |
| A.I.D.S.C.R.E.A.M.                                                                | Jerry Tartaglia                            | EUA                                  | Curta                           | | Uma expressão da raiva do diretor à resposta do governo americano à AIDS                                                                                             |
| Amori in corso                                                                    | Giuseppe Bertolucci                        | Itália                               | Comédia                         | Francesca Prandi, Amanda Sandrelli, Stella Vordemann                                                               | Três moças passam uns dias em uma mansão na Toscana |
| Aus der Ferne                                                                     | Matthias Müller                            | Alemanha Ocidental                   | Curta                           | Jörg Kronsbein, Owen O'Toole, Belinda Panty, Dirk Schaefer, David Wahnon                                           | Feito após a morte por complicações da AIDS de um amigo do diretor                                                                                                   |
| De Avonden                                                                        | Rudolf van den Berg                        | Países Baixos                        | Drama                           | Thom Hoffman, Pierre Bokma, Rijk de Gooyer, Gijs Scholten van Aschat                                               | |
| Ballad of Reading Gaol                                                            | Richard Kwietniowski                       | Reino Unido                          | Curta                           | Quentin Crisp | Examina palavra por palavra o poema The Ballad of Reading Gaol de Oscar Wilde                                                                                        |
| La Bande des Quatre                                                               | Jacques Rivette                            | França                               | Drama, Mistério                 | Bulle Ogier, Benoît Régent, Fejria Deliba, Laurence Côte, Bernadette Giraud, Inês de Medeiros                      | |
| Barbi: Maid in the Philippines                                                    | Tony Y. Reyes                              | Filipinas                            | Comédia                         | Joey de Leon, Jackie Aquino, Jaime Fabregas, Armida Siguion-Reyna, Rene Requiestas, Bamba                          | Primeiro filme da trilogia Barbi Depois de ser falsamente acusado de um crime, um homem machão deve criar um alter ego feminino para se esconder                     |
| Bespredel                                                                         | Igor Gostev                                | União Soviética                      | Drama, Crime                    | Anton Androsov, Lev Durov, Alexander Kuznetsov, Mikhail Zhigalov, Andrei Tashkov, Aleksandr Mokhov                 | Segue os prisioneiro de uma penitenciária comum |
| El chico temido de la vecindad                                                    | Enrique Gómez Vadillo                      | México                               | Drama                           | Raúl Buenfil, Víctor Carpinteiro, Daniel Clough, Karmen Erpenbach, Ana Laura Espinosa, Miguel Ángel Rodríguez      | Um jovem durão tem um segredo: gosta de se vestir de mulher e ficar com outros homens                                                                                |
| Cleo/Leo                                                                          | Chuck Vincent                              | EUA                                  | Comédia                         | Veronica Hart, Scott Baker, Kevin Thomsen, Ginger Lynn Allen, Alan Naggar, Frank Stewart                           | Um empresário machista é transformado em uma mulher |
| Cold Light of Day                                                                 | Fhiona-Louise                              | Reino Unido                          | Biográfico, Crime               | Bob Flag, Geoffrey Greenhill, Claire King, Martin Byrne-Quinn, Keith Hamilton Cobb                                 | História real do assassino em série Dennis Nilsen |
| Coming Out                                                                        | Heiner Carow                               | Alemanha Oriental                    | Romance, Drama                  | Matthias Freihof, Dagmar Manzel, Dirk Kummer, Michael Gwisdek, Werner Dissel, Gudrun Ritter                        | O único filme de temática gay feito pelo DEFA, o estúdio cinematográfico do governo da Alemanha Oriental                                                             |
| Common Threads: Stories from the Quilt                                            | Rob Epstein, Jeffrey Friedman              | EUA                                  | Documentário                    | Dustin Hoffman (narrador)                                                                                          | Sobre o NAMES Project AIDS Memorial Quilt |
| Las cosas del querer                                                              | Jaime Chávarri                             | Espanha                              | Musical                         | Ángela Molina, Ángel de Andrés López, Manuel Bandera, María Barranco, Amparo Baró, Mary Carmen Ramírez             | trad. As Coisas do Amor Na Madrid dos anos 40, um pianista chama a atenção de uma cantora e seu parceiro de palco                                                    |
| Dead Dreams of Monochrome Men                                                     | David Hinton                               | Reino Unido                          | Terror, Drama                   | Lloyd Newson, Nigel Charnock, Russell Maliphant, Douglas Wright                                                    | Vagamente baseado na vida do serial-killer Dennis Nilsen |
| The Deflatable Man                                                                | Paul Bettell                               | Reino Unido                          | Curta                           | | Baseado nos Sete Manifestos do Dadaísmo de Tristan Tzara |
| Ecce Homo                                                                         | Jerry Tartaglia                            | EUA                                  | Curta, Erótico                  | | Questiona o que pode ser considerado pornográfico |
| Eros Erosion                                                                      | Anna Thew                                  | Reino Unido                          | Curta                           | | Um meditação sobre traumas e tabus relacionados a sexualidade, amor, morte, e a AIDS                                                                                 |
| Exquisite Corpses                                                                 | Temístocles López                          | EUA                                  | Drama                           | Zoë Lund, Daniel Chapman, Gary Knox, Ruth Collins, Frank Roccio, Chuck Perley                                      | Um jovem cowboy chega a Nova York e conhece um agente de elenco gay                                                                                                  |
| Fear of Disclosure                                                                | David Wojnarowicz, Phil Zwickler           | EUA                                  | Curta                           | Paul Kakuschky, Paul Sharp                                                                                         | Aborda as dificuldades em um relacionamento entre homens HIV positivos e HIV negativos                                                                               |
| Le film de Justine                                                                | Jeanne Crépeau                             | Canadá                               | Curta                           | | Uma jovem de coração partido decide se desintoxicar do amor |
| Flames of Passion                                                                 | Richard Kwietniowski                       | Reino Unido                          | Curta, Romance                  | | Um médico se apaixona por um homem em uma estação de trem |
| Fun Down There                                                                    | Roger Stigliano                            | EUA                                  | Drama                           | Yvonne Fisher, Martin Goldin, Nickolas B. Nagourney, Jeanne Smith, Gretchen Sommerville, Betty Waite               | Um jovem gay deixa sua pequena cidade rural para viver em Nova Iorque                                                                                                |
| Het sacrament                                                                     | Hugo Claus                                 | Bélgica                              | Comédia, Drama                  | Ann Petersen, Carl Ridders, Jan Decleir, Hugo Van Den Berghe, An De Donder, Marc Didden                            | |
| Identity Crisis                                                                   | Melvin Van Pebbles                         | EUA                                  | Comédia                         | Mario Van Peebles, Richard Fancy, Ilan Mitchell-Smith                                                              | trad. Crise de Identidade Um rapper tem que compartilhar seu corpo com a alma de um estilista gay morto                                                              |
| Infidel                                                                           | Catherine Saalfield                        | EUA                                  | Drama                           | | Segue uma modelo negra lésbica que tem que lidar com racismo e homofobia em uma indústria intolerante                                                                |
| In Una Notte Di Chiaro Di Luna                                                    | Lina Wertmüller                            | Itália                               | Drama                           | Rutger Hauer, Nastassja Kinski, Peter O'Toole, Faye Dunaway, Dominique Sanda                                       | trad. Em Noite De Lua Cheia Um jornalista escreve um artigo sobre o preconceito contra pessoas seropositivas e descobre que contraiu a doença                        |
| Iskandria Kaman wa Kaman (إسكندرية كمان وكمان‎)                                    | Youssef Chahine                            | Egito                                | Drama                           | Youssra, Youssef Chahine, Amr Abdulgalil, Hussein Fahmy, Hesham Selim, Taheya Cariocca                             | Também conhecido como Iskanderija, kaman oue kaman |
| James Baldwin: The Price of the Ticket                                            | Karen Thorsen                              | EUA                                  | Documentário                    | James Baldwin, Maya Angelou, Amiri Baraka, David Baldwin, David Leeming, Lucien Happersberger                      | Sobre o escritor James Baldwin |
| Jan Rap en Z'n Maat                                                               | Ine Schenkkan                              | Países Baixos                        | Comédia                         | Jasperina de Jong, Heidi Arts, Paul de Leeuw, John Leddy, Jan Pontier, Jack Spijkerman                             | Um grupo de jovens problemáticos moram em uma casa velha enquanto voluntários tentam ajudá-los a ajustar suas vidas                                                  |
| Jean Genet is Dead                                                                | Constantine Giannaris                      | Reino Unido, Grécia                  | Curta                           | Steven McLean, Rafael Penal                                                                                        | [ 27 ] |
| Johanna d'Arc of Mongolia                                                         | Ulrike Ottinger                            | Alemanha Ocidental                   | Aventura, Drama, Comédia        | Badema, Lydia Billiet, Christoph Eichhorn, Sevimbike Elibay, Amadeus Flössner, Xu Re Huar                          | Um grupo de passageiras metropolitanas de um trem na ferrovia transiberiana são raptadas por uma princesa guerreira mongol                                           |
| Kopytem Sem, Kopytem Tam                                                          | Věra Chytilová                             | Checoslováquia                       | Drama, Comédia                  | Tomás Hanák, Milan Steindler, David Vávra, Tereza Kucerová, Bára Dlouhá                                            | |
| Kurutta Butokai (狂った舞踏会)                                                    | Hisayasu Satô                              | Japão                                | Suspense, Terror, Erótico       | Simon Kumai, You Suzuki, Kiyomi Itō, June Mabze, Takeshi Itô                                                       | O editor de uma revista de músculos tem um relacionamento sadomasoquista com outro homem, com resultados macabros                                                    |
| Kvinnorna på taket                                                                | Carl-Gustav Nykvist                        | Suécia                               | Drama                           | Helena Bergström, Stellan Skarsgård, Percy Brandt, Lars Ori Bäckström, Katarina Olsson                             | |
| Last Exit to Brooklyn                                                             | Uli Edel                                   | EUA, Reino Unido, Alemanha Ocidental | Crime, Suspense                 | Stephen Lang, Jennifer Jason Leigh, Burt Young, Jerry Orbach, Stephen Baldwin, Sam Rockwell                        | trad. Noites Violentas no Brooklyn Baseado no romance homônimo de Hubert Selby Jr.                                                                                   |
| Longtime Companion                                                                | Norman René                                | EUA                                  | Romance, Drama                  | Campbell Scott, Patrick Cassidy, John Dossett, Mary-Louise Parker, Stephen Caffrey, Bruce Davison                  | Primeiro filme de amplo lançamento a ter a AIDS como tema |
| The Long Weekend (O' Despair)                                                     | Gregg Araki                                | EUA                                  | Drama                           | Bretton Vail, Maureen Dondanville, Andrea Beane, Nicole Dillenberg, Marcus D'Amico, Lance Woods                    | Segue três casais, um gay, um lésbico, e um heterosexual, passando um fim de semana juntos                                                                           |
| Looking for Langston                                                              | Isaac Julien                               | Reino Unido                          | Curta, Drama                    | Ben Ellison, Matthew Baidoo, Akim Mogaji, John Wilson, Dencil Williams, Jimmy Somerville                           | Combina imagens de arquivo de 1920 com cenas roteirizadas para celebrar a identidade negra gay durante o renascimento do Harlem e o poeta e ativista Langston Hughes |
| Me and Rubyfruit                                                                  | Sadie Benning                              | EUA                                  | Curta                           | | Interpretação do romance lésbico Rubyfruit Jungle de Rita Mae Brown                                                                                                  |
| Mery Per Sempre                                                                   | Marco Risi                                 | Itália                               | Crime, Drama                    | Michele Placido, Claudio Amendola, Francesco Benigno, Alessandro Di Sanzo, Tony Sperandeo, Roberto Mariano         | Segue uma garota trans em uma prisão juvenil |
| Mes Meilleurs Copains                                                             | Jean-Marie Poiré                           | França                               | Comédia                         | Christian Clavier, Jean-Pierre Bacri, Jean-Pierre Darroussin, Philippe Khorsand, Gérard Lanvin, Louise Portal      | Cinco amigos reencontra a sexta do grupo que virou uma estrela do rock depois de 15 anos, quando ela volta por um fim de semana                                      |
| Mielőtt befejezi röptét a denevér                                                 | Péter Tímár                                | Hungria                              | Drama, Suspense                 | Gábor Máté, Róbert Csontos, Erika Bodnár, Erzsi Máthé, Dezső Garas                                                 | [ 36 ] |
| Mull                                                                              | Don McLennan                               | Austrália                            | Drama                           | Nadine Garner, Bill Hunter, Sue Jones, Craig Morrison, Bradley Kilpatrick, Kymara Stowers                          | Depois que sua mãe adoeçe, uma adolescente tem que cuidar de sua família                                                                                             |
| Nelson Sullivan                                                                   | Nelson Sullivan                            | EUA                                  | Documentário                    | Nelson Sullivan, RuPaul, Andy Warhol, Holly Woodlawn, Sylvia Miles, Michael London                                 | De 1983 a 1989, o videografo Nelson Sullivan documentou seus dias e noites com as drag queens de Manhattan                                                           |
| Nelson Sullivan’s Video Diaries                                                   | Nelson Sullivan                            | EUA                                  | Documentário                    | Jayne County, Phoebe Legere, Sylvia Miles, Michael Musto, Tom Rubnitz, RuPaul                                      | Uma coleção de 601 mini episódios documentando o dia a dia de Sullivan no East Village                                                                               |
| Onde Bate o Sol                                                                   | Joaquim Pinto                              | Portugal                             | Drama                           | Laura Morante, António Pedro Figueiredo, Luís Miguel Cintra, Inês de Medeiros, Marcello Urgeghe, Maria de Medeiros | Mostra a repressão da homossexualidade em um meio rural |
| Otan ehei panselino kaneis den koimatai (Οταν εχει πανσεληνο κανεις δεν κοιμαται) | Pandelis Pagoulatos                        | Grécia                               | Curta                           | Loukas Zikos, Giannis Hatzigeorgiou                                                                                | trad. Quando há lua cheia, ninguém dorme Dois soldados passam uma noite juntos em um posto militar                                                                   |
| La Puritana                                                                       | Ninì Grassia                               | Itália                               | Drama, Erótico                  | Helmut Berger, Dario Casalini, Margit Evelyn Newton, Gabriele Tinti, Annamaria Clementi, Carlo Mucari              | [ 42 ] |
| The Rainbow                                                                       | Ken Russell                                | Reino Unido, EUA                     | Drama, Romance                  | Sammi Davis, Paul McGann, Amanda Donohoe, Christopher Gable, David Hemmings, Glenda Jackson                        | Baseado no romance homônimo de D. H. Lawrence |
| Salut Victor                                                                      | Anne Claire Poirier                        | Canadá                               | Drama                           | Jean Besré, Muriel Dutil, Jacques Godin, Juliette Huot, Marthe Nadeau, Huguette Oligny                             | Baseado no conto Matthew and Chauncy de Edward O. Phillips Dois homens idosos vivendo em uma casa de retiro se apaixonam                                             |
| Scenes from the Class Struggle in Beverly Hills                                   | Paul Bartel                                | EUA                                  | Comédia                         | Jacqueline Bisset, Ray Sharkey, Mary Woronov, Robert Beltran, Ed Begley Jr., Wallace Shawn                         | trad. Luta de Classes em Beverly Hills O empregado de uma viúva e o motorista de um divorciado apostam para ver quem consegue seduzir seu patrão primeiro            |
| Sehnsucht nach Sodom                                                              | Hanno Baethe, Hans Hirschmüller, Kurt Raab | Alemanha Ocidental                   | Curta, Documentário             | Kurt Raab, Hans Hirschmüller, Ingrid Caven, Anke Oehme, Conni Moré                                                 | Sofrendo com a AIDS, o ator Kurt Raab se abre para seu amigo e a câmera                                                                                              |
| Tank Malling                                                                      | James Marcus                               | Reino Unido                          | Crime, Ação, Suspense           | Ray Winstone, Amanda Donohoe, Glen Murphy, Jason Connery, Peter Wyngarde, Marsha A. Hunt                           | [ 47 ] |
| They Are Lost to Vision Altogether                                                | Tom Kalin                                  | EUA                                  | Curta                           | | Contra-ataque à recusa do governo americano a financiar meios de informação sobre a AIDS explicitamente para a comunidade LGBT                                       |
| Tiny and Ruby: Hell Divin' Women                                                  | Greta Schiller, Andrea Weiss               | EUA                                  | Curta, Documentário             | Ernestine “Tiny” Davis, Ruby Lucas                                                                                 | Um tributo às músicas de jazz Ernestine “Tiny” Davis e Ruby Lucas, incluindo seu relacionamento de mais de 40 anos                                                   |
| Tongues Untied                                                                    | Marlon Riggs                               | EUA                                  | Documentário                    | Marlon Riggs, Essex Hemphill, Brian Freeman                                                                        | trad. Línguas Desatadas Inclui tanto imagens documentais exibindo a cultura gay negra norte-americana, quanto as experiências do próprio diretor como um homem gay   |
| Tosui Yugi (陶酔遊戯)                                                             | Hisayasu Satô                              | Japão                                | Experimental, Suspense, Erótico | Shotaro Sawada, Osamu Fukuda, Setsuhiko Kobayashi, Toru Matsumura, Kyôko Hashimoto, Ryuji Yamamoto                 | Um homem se transforma em um inseto e ganha o poder de possuir seu inimigos                                                                                          |
| Tradita A Morte                                                                   | Pasquale Fanetti                           | Itália                               | Drama                           | Malù, Micaela, Gianni Macchia, Antonio Zequila, José Dingeo                                                        | Uma mulher larga seu marido asqueroso e se envolve com uma lésbica                                                                                                   |
| Überleben in New York                                                             | Rosa von Praunheim                         | Alemanha Ocidental                   | Documentário                    | Ulrike Buschbacher, Anna Steegmann, Claudia Steinberg, Rosa von Praunheim                                          | Três mulheres alemãs se mudam para Nova York no início dos anos 80                                                                                                   |
| El verano de la señora Forbes                                                     | Jaime Humberto Hermosillo                  | México, Cuba, Espanha                | Drama                           | Hanna Schygulla, Francisco Gattorno, Alexis Castanares, Víctor César Villalobos                                    | Uma governanta alemã com um segredo é contratada para cuidar de duas crianças por seis semanas                                                                       |
| Via Appia                                                                         | Jochen Hick                                | Alemanha Ocidental                   | Aventura, Drama, Romance        | Peter Senner, Guilherme de Pádua, Yves Jansen, Margarita Schmidt, José Carlos Berenguer, Gustavo Motta             | Um ex-comissário de bordo alemão volta ao Rio de Janeiro para achar o homem que o infectou com o vírus da AIDS                                                       |
| V is for Violet                                                                   | Todd Verow                                 | EUA                                  | Curta                           | Jen Gentile, Leslie Grant, Edward Jekot, Candy Kane, Melissa Kane                                                  | Segue dois adolescente; um prostituto e uma atriz |
| Visions of Ecstasy                                                                | Nigel Wingrove                             | Reino Unido                          | Curta                           | Louise Downie, Elisha Scott, Dan Fox                                                                               | Mostra representações eróticas de Santa Teresa, banido por blasfêmia por 20 anos                                                                                     |
| Voguing: The Message                                                              | David Bronstein, Dorothy Low               | EUA                                  | Curta, Documentário             | | Traça as origens do Vogue, criado nas comunidade negras e latinas |
| War Requiem                                                                       | Derek Jarman                               | Reino Unido                          | Drama, Guerra                   | Nathaniel Parker, Tilda Swinton, Laurence Olivier, Patricia Hayes, Rohan McCullough, Nigel Terry                   | [ 59 ] |
| Weiningers Nacht                                                                  | Paulus Manker                              | Áustria                              | Drama                           | Paulus Manker, Hilde Sochor, Josefin Platt, Sieghardt Rupp, Andrea Eckert, Peter Faerber                           | Se isolando em um apartamento, Otto Weininger relembra sua vida antes de cometer suicídio                                                                            |
| Wild Flowers                                                                      | Robert Smith                               | Reino Unido                          | Drama                           | Colette O'Neil, Beatie Edney, Stevan Rimkus, Sheila Keith, Amanda Walker, Kay Gallie                               | Durante o funeral de sua filha, uma mulher lembra de sua antiga amante                                                                                               |
| Yuuei kinnshi                                                                     | Hiroyuki Oki                               | Japão                                | Drama                           | | [ 62 ] |
| Yuwakusha (誘惑者)                                                                | Shunichi Nagasaki                          | Japão                                | Drama, Mistério                 | Kumiko Akiyoshi, Kiwako Harada, Tsutomu Isobe, Takashi Naitō, Meika Seri, Tomoko Ôtakara                           | Um triângulo amoroso entre um psiquiatra, sua secretária, e sua paciente                                                                                             |